# Pinnacle Peak
Pinnacle Peak är en bergstopp i Kanada.   Den ligger i territoriet Yukon, i den västra delen av landet, 4 400 km väster om huvudstaden Ottawa. Toppen på Pinnacle Peak är 3 670 meter över havet, eller 698 meter över den omgivande terrängen. Bredden vid basen är 22,8 km.
Terrängen runt Pinnacle Peak är kuperad åt nordväst, men åt sydost är den bergig.Trakten runt Pinnacle Peak är nära nog obefolkad, med mindre än två invånare per kvadratkilometer.. Det finns inga samhällen i närheten.
Trakten runt Pinnacle Peak är permanent täckt av is och snö.